# Campionati italiani di ciclismo su strada 2020 - Gara in linea maschile Elite
La gara in linea maschile Elite dei Campionati italiani di ciclismo su strada 2020 si svolse il 23 agosto 2020 su un percorso di 253,7 km con partenza da Bassano del Grappa e arrivo a Cittadella, in Veneto. La gara vide l'affermazione di Giacomo Nizzolo, che completò il percorso in 5h48'37", precedendo Davide Ballerini e Sonny Colbrelli; 47 ciclisti portarono a termine la competizione.

## Squadre e corridori partecipanti
| N.    | Cod. | Squadra                     |
| ----- | ---- | --------------------------- |
| 1-7   | UAD  | UAE Team Emirates           |
| 8-14  | TFS  | Trek-Segafredo              |
| 15-16 | AST  | Astana Pro Team             |
| 18-21 | TBM  | Bahrain-McLaren             |
| 22-33 | ANS  | Androni Giocattoli-Sidermec |
| 34-52 | BCF  | Bardiani-CSF-Faizanè        |
| 54    | BOH  | Bora-Hansgrohe              |
| 55    | CJR  | Caja Rural-Seguros RGA      |
| 56-57 | CCC  | CCC Team                    |
| 59-60 | CWG  | Circus-Wanty Gobert         |
| 61    | ALM  | AG2R La Mondiale            |
| 62    | AFC  | Alpecin-Fenix               |
| 64-67 | COF  | Cofidis, Solutions Crédits  |
| 68-70 | DQT  | Deceuninck-Quick-Step       |
| 71-75 | GAZ  | Gazprom-RusVelo             |
| 76    | ISN  | Israel Start-Up Nation      |
| 77    | LTS  | Lotto Soudal                |
| 78    | MKT  | Meridiana Kamen Team        |
| 79-81 | NDP  | Nippo Delko Provence        |
| 82-84 | NTT  | NTT Pro Cycling Team        |

| N.      | Cod. | Squadra                            |
| ------- | ---- | ---------------------------------- |
| 89      | SUN  | Team Sunweb                        |
| 90-91   | TDE  | Total Direct Énergie               |
| 92-108  | THR  | Vini Zabù KTM                      |
| 109-110 | AMO  | Amore & Vita-Prodir                |
| 112-113 |      | Team Malmantile                    |
| 115-118 |      | Zalf-Euromobil-Désirée-Fior        |
| 119-121 | BTS  | Beltrami TSA Marchiol              |
| 124-127 | AZT  | D'Amico-UM Tools                   |
| 129     |      | Futura Team-Rosini                 |
| 130-132 | GEF  | General Store-Essegibi-F.lli Curia |
| 133-135 | GTV  | Giotti Victoria                    |
| 138     | IRC  | Iseo Serrature-Rime-Carnovali      |
| 139-140 | KTX  | Kometa Xstra Cycling Team          |
| 141-142 |      | Named-Rocket                       |
| 143-144 | TSC  | Team Sapura Cycling                |
| 146     |      | Etruria Team Sestese Amore&Vita    |
| 148-154 | IWD  | Work Service Dynatek Vega          |
| 155     |      | Team Torpado Südtirol              |
| 156-159 | SAT  | Sangemini Trevigiani MG.K Vis      |

## Ordine d'arrivo (Top 10)
| Pos. | Corridore            | Squadra    | Tempo    |
| ---- | -------------------- | ---------- | -------- |
| 1    | Giacomo Nizzolo      | NTT        | 5h48'37" |
| 2    | Davide Ballerini     | Deceuninck | s.t.     |
| 3    | Sonny Colbrelli      | Bahrain    | s.t.     |
| 4    | Andrea Vendrame      | AG2R La M. | s.t.     |
| 5    | Kristian Sbaragli    | Alpecin    | s.t.     |
| 6    | Diego Ulissi         | UAE        | s.t.     |
| 7    | Alessandro De Marchi | CCC Team   | s.t.     |
| 8    | Andrea Bagioli       | Deceuninck | s.t.     |
| 9    | Giacomo Garavaglia   | Kometa     | s.t.     |
| 10   | Davide Formolo       | UAE        | s.t.     |